# Pause IA
 (janvier 2025).
Pause AI est un mouvement politique mondial fondé en 2023 aux Pays-Bas ayant pour objectif de coordonner à l’échelle internationale l’arrêt du développement de systèmes d’intelligence artificielle plus avancés que GPT-4, jusqu’à ce que des garanties de sécurité et de contrôle démocratique soient mises en place.
La branche française Pause IA est lancée en septembre 2024.

## Proposition
L'objectif affiché de PauseAI est d'instaurer un moratoire sur l'entraînement de systèmes plus dangereux que GPT-4 afin d'éviter une catastrophe mondiale. Il s'agit de mettre en pause l'entraînement des systèmes d'IA plus puissants, en attendant d'obtenir des garanties de sécurité et un cadre de contrôle démocratique pour leur développement.
Plusieurs mesures sont proposées pour atteindre cet objectif :
- Créer une agence internationale de sécurité de l'IA, similaire à l'AIEA.
- Autoriser l'entraînement de systèmes d'IA générale dépassant GPT-4 uniquement si leur sécurité est garantie
- N'autoriser le déploiement de modèles qu'après s'être assuré de l'absence de capacités dangereuses